# Stephen Wilcox
Pour les articles homonymes, voir Wilcox.
Stephen Wilcox, Jr., né le 12 février 1830 à Westerly (Rhode Island) et mort le 27 novembre 1893, était un inventeur américain, mieux connu comme co-inventeur (avec George Herman Babcock) d'un type plus sûre de chaudière tubulaire. Ils ont fondé la société Babcock & Wilcox.